# Осикувата
Осикува́та — проміжна залізнична станція Знам'янської дирекції Одеської залізниці на лінії Помічна — Долинська.
Розташована на території Бобринецького району Кіровоградської області між селами Бредихине та Осикувате.
Станцію відкрито у 1978 році у складі новозбудованої лінії Помічна — Долинська.
У 1983 році дільницю Помічна — Долинська було електрифіковано.